# Nicole Ramalalanirina
Nicole Ramalalanirina, född den 5 mars 1972 i Antananarivo på Madagaskar är en fransk före detta friidrottare som tävlade i häcklöpning.
Ramalalanirina började tävla för Madagaskar och hon vann guld på 100 meter häck vid Afrikanska mästerskapen i friidrott 1993. Vid både VM 1993 och 1995 var hon i semifinal på 100 meter häck men blev väl där utslagen. 
1998 bytte hon medborgarskap och blev medborgare i Frankrike. Hon deltog vid VM 1999 där hon åter blev utslagen i semifinalen. Vid Olympiska sommarspelen 2000 slutade hon sexa på tiden 12,91. Vid inomhus-VM 2001 blev hon bronsmedaljör på 60 meter häck på tiden 7,96. Samma år var hon även i semifinal vid VM i Edmonton.
Hon slutade fyra vid inomhus-EM 2002 och åtta vid inomhus-VM 2004. Vid både Olympiska sommarspelen 2004 och EM 2006 i Göteborg blev hon utslagen i försöken.

## Personliga rekord
- 60 meter häck - 7,89
- 100 meter häck - 12,76